# 七戸克彦
七戸克彦（しちのへかつひこ、1959年（昭和34年）9月24日 - )、日本の法学者（民法）。九州大学大学院法学研究院・大学院法学府・法学部教授（民法）。弁護士。

## 人物
七戸長生（北海道大学名誉教授）の長男として1959年に北海道に生まれた。北海道札幌北高等学校から慶応義塾大学法学部に入学した。

## 学歴等
- 慶應義塾大学大学院法学研究科博士課程単位取得中退（1988年3月）

- ハーゲン大学（ドイツ）法学部客員研究員（2000年4月〜2002年3月）
- 最終学歴：修士（法学）（慶應義塾大学）

## 略歴
- 1988年4月 - 慶応義塾大学法学部の専任講師に就任した[2]。
- 1991年3月 - 7階の研究室から教え子（院1年女性）が投身自殺した[3]。
- 1991年4月 - 慶應義塾大学法学部の助教授に就任した[2]。
- 2000年4月～2002年3月 - ドイツのハーゲン大学に留学した。
- 2003年4月 - 慶應義塾大学法学部の教授に就任した。
- 2004年4月 - 九州大学法学部の教授に就任した[1]。
- 2005年9月 - 弁護士登録した[2]。

## 弁護士活動
- 登録：2005年9月[2]
- 所属：福岡県弁護士会（福岡部会）[4]
- 事務所：弁護士法人九州リーガル・クリニック法律事務所[5]

## 主な研究テーマ
- 民法
- 不動産登記法
- 水法
- ボワソナード旧民法
- フランス法
- ドイツ法

## 公職等
- 法務省「法制審議会(不動産登記法部会)」幹事
- 法務省「登記識別情報についての研究会」委員
- 公益社団法人「日本河川協会」理事
- 「福岡県土地家屋調査士会」学術顧問
- 「日本土地家屋調査士会連合会」学術顧問
- 「日本登記法学会」 理事長（2018年11月～2021年11月）[6]
- 「日本私法学会」 理事（2018年10月～2020年10月）[6]

## 主な著作

### 単編著
- 『〈新旧対照解説〉改正民法・不動産登記法』（ ぎょうせい, 2021.06）
- 『（ライブラリ法学基本講義4-II）基本講義・物権法Ⅱ担保物権』（ 新世社, 2014.06）
- 『不動産登記法案内』（ 勁草書房, 2014.01）
- 『（ライブラリ法学基本講義4-I）基本講義・物権法Ⅰ総論・占有権・所有権・用益物権』（ 新世社, 2013.12）
- 『条解不動産登記法』（ 2013.05）
- 『土地家屋調査士講義ノート』（ 日本加除出版, 2010.04）

### 共著（分担出筆含む）
- 千葉恵美子・藤原正則『民法2物権（第4版）（有斐閣アルマSpecialized）』（ 有斐閣, 2022.06）
- 千葉恵美子・藤原正則『アルマ民法2物権（第3版）』（ 2018.04）
- 堀口健治, 山下東子, 柏雅之 『再生可能資源と役立つ市場取引』（ 御茶の水書房, 2014.03）
- 瀬川信久・山野目章夫・小林量・山本和彦・山田文・杉山悦子他（編著）『事例研究・民事法（第２版））Ⅰ・Ⅱ』（2013.05）
- 瀬川信久・小林量・山本和彦・山田文・永石一郎・亀井尚也（編著）『事例研究・民事法』（ 日本評論社, 2008.10）
- 千葉恵美子・藤原正則『アルマ民法２物権（第２版補訂版）』（ 有斐閣, 2008.02）
- 千葉恵美子・藤原正則『アルマ民法2物権（第2版）』（ 有斐閣, 2005.06）
- 千葉恵美子・藤原正則『アルマ民法2物権』（ 有斐閣, 2002.05）
- 川井健・鎌田薫・金山直樹編著『新判例マニュアル・民法Ⅲ（債権総論）』（ 三省堂, 2000.04）
- 川井健・鎌田薫編『（現代青林講義）物権法・担保物権法』（ 青林書院, 1999.12）

### 論文
- 「土地家屋調査士法の改正問題について」 福岡県土地家屋調査士会「ふくおか会報」（2011.01）
- 「後継ぎ遺贈の目的および法的構成について――後継ぎ遺贈型受益者連続信託との『使い分け』に向けて――」 司法書士論叢THINK（日本司法書士会連合会会報）107号（2010.10）.
- 「（判例評釈）抹消登記請求に対し、原告の持分の限りでの更正登記を命じた事例」速報判例解説7号（2010.10）
- 「わが国の水利権をめぐる新たな問題状況について」公営企業497号（2010.08）
- 「（判例評釈）抹消予告登記のある不動産の登記名義人から根抵当の設定を受けた第三者と民法94条2項の類推適用」私法判例リマークス 41号（2010.07）
- 「（判例評釈）抹消登記請求に対し，原告の持分の限りでの更正登記を命じた事例」速報判例解説Ｗｅｂ版ＴＫＣローライブラリ（2010.07）
- 「今後の公共嘱託登記土地家屋調査士協会のあり方」土地家屋調査士の業務と制度第2版（2010.01）
- 「（判例評釈）遺産分割調停における固有財産譲渡についての登記原因」民商法雑誌141巻（2009.10）
- 「不動産登記業務における司法書士の専門家責任をめぐる近時の動向（特集・不動産取引と司法書士業務の展望）」市民と法58号（2009.08）
- 「水資源の分配に関する法制度――その歴史と現状――（特集・都市と水資源の確保）」都市問題研究61巻7号（2009.07）
- 「（判例評釈）民法177条の物権変動の範囲――一般論」別冊ジュリスト195号（2009.05）
- 「（判例評釈）共有者の一人による不実登記の抹消手続請求」別冊ジュリスト195号（2009.05）
- 「信託法上の信託か，信託類似の他の法律関係か――『信託』概念の全容と信託の成立認定――」法学研究（慶大）82巻1号（2009.01）
- 「民法94条2項の類推適用に関する判例の表現について――『類推適用』と『法意』の異同問題を基点として――」慶應の法律学・民事法（ 2008.12）
- 「（判例評釈）共同相続と登記」別冊ジュリスト193号（2008.10）
- 「民法改正の手法・手続」民法改正を考える（2008.09）
- 「物権法定主義についてどう考えるか」民法改正を考える（2008.09）
- 「中間省略登記の代替手段について」 マンション学（2008.04）
- 「民法177条の『第三者』――背信的悪意者」新・法律学の争点シリーズ1（2007.09）
- 「法典調査会の構成メンバー――その人選に関する『政策評価』」ジュリスト1331号（2007.04）
- 「（判例紹介）中間省略相続登記が実体関係と合致しない場合の更正登記の可否」法政研究（九大）73巻4号（2007.03）
- 「不動産登記の電子申請――利用率向上策の現状と課題――」月報司法書士421号（2007.03）
- 「遺産分割の対象財産――最判平17・9・8とその限界――」市民と法43号（2007.02）
- 「九州帝国大学法文学部内訌事件 : 東京帝国大学・京都帝国大学の内紛・辞職事例との比較」『法政研究』第81巻第4号、九州大学法政学会、2015年3月13日、141-224頁、CRID 1390572174708739072。
- 「配偶者居住権 : ある皮肉な物語」『法政研究』第86巻第3号、2019年、432–464頁、doi:10.15017/2547981。
- 「所有者不明土地問題に係る民法・不動産登記法改正の議論を追う(上)」『市民と法』第119巻、2019年、25–43頁。
- 「所有者不明土地問題に係る民法・不動産登記法改正の議論を追う(下)」『市民と法』第120巻、2019年、32–50頁。
- 「配偶者居住権を論じて所有者不明土地問題に係る民法・不動産登記法改正に及ぶ」『法律時報』第92巻第5号、2020年、71–79頁。
- 「相続放棄・事実上の相続放棄の法律問題」『法政研究』第89巻第3号、2022年、91–118頁、doi:10.15017/6757905。
- 「変わりゆく立会業務――日本型エスクローの可能性について」『司法書士論叢THINK』121号、2023年、18–35頁。